# علم الغذاء

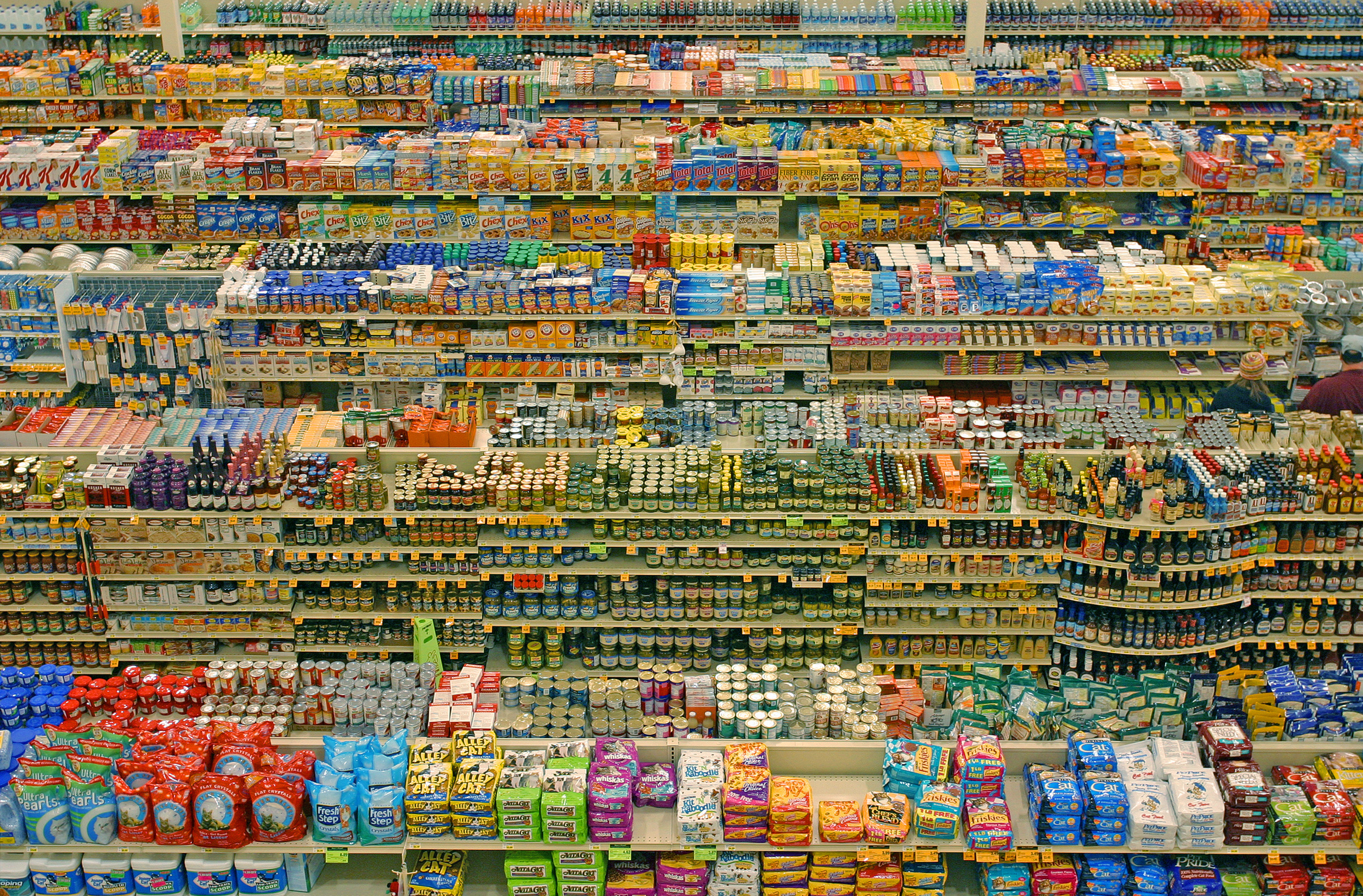

يعد علم الغذاء (يُسمى أيضًا علم الأغذية) علمًا تطبيقيًا يختص بدراسة الغذاء. ويُعرف معهد خبراء تكنولوجيا الغذاء (Institute of Food Technologists) هذا العلم بأنه
هو علم تطبيقي يدرس الأبحاث الغذائية. معهد تكنولوجيا الأغذية يعرف علم الأغذية كفرع من فروع الهندسة والعلوم البيولوجية والفيزيائية التي تدرس طبيعة الأغذية وأسباب فسادها والمبادئ الأساسية لمعالجة الأغذية المستخدمة لتحسين الأغذية للجمهور المستهلك.

## نظرة عامة
تضم أنشطة علماء الغذاء تطوير المنتجات الغذائية الجديدة وتصميم عمليات لإنتاج هذه الأغذية واختيار مواد التعبئة والتغليف ودراسة فترة الصلاحية والتقييم الحسي للمنتج بواسطة لجنة الخبراء أو المستهلكين المحتملين، بالإضافة إلى الاختبارات الميكروبيولوجية والكيميائية. قد يقوم علماء الغذاء بدراسة الظواهر الأساسية التي لها علاقة مباشرة بإنتاج المنتجات الغذائية وخصائصها.
ويعد علم الغذاء مجالاً متعدد التخصصات. حيث يضم مفاهيم من مجالات متنوعة مثل علم الأحياء الدقيقة والهندسة الكيميائية والكيمياء الحيوية. وهناك بعض الاتحادات المتخصصة مثل الاتحاد الدولي لعلم وتكنولوجيا الأغذية (IUFoST) واتحاد علماء الغذاء وخبراء التغذية في الهند (fsna india) واتحاد جنوب إفريقيا لعلم وتكنولوجيا الأغذية (SAAFoST).
عوامل الجودة في الأغذية.
تم تعريف الجودة على أنها درجة من التمييز للغذاء. تستخدم نوعية الغذاء للكشف عن الجودة عن طريق حواسنا و يمكن تقسيم عوامل الجودة إلى ثلاث فئات رئيسية: المظهر،التكوين ،النكهة. عوامل المظهر :مثل الحجم والشكل ، وأشكال مختلفة من الضرر والشفافية واللون والاتساق. الخصائص النسيجية (التكوين) :شعور اليد (الملمس) والفم (الطعم)، الليونة للمادة الغذائية. (خصائص التكوين غالبا ما تكون محددا رئيسيا كيف نحب الطعام.) النكهة: تشمل الإحساس من قبل اللسان مثل المالح, الحلو، الحامض والمر، والرائحة التي ينظر إليها من قبل الأنف. وقد تم العثور على مراكز تحليل الحسية الخاصة لتقييم الأطعمة.

## التخصصات
تضم بعض التخصصات الفرعية لعلم الغذاء ما يلي:
- كيمياء الأغذية - وتُعنى بالتركيب الجزيئي للطعام واستخدام هذه الجزيئات في التفاعلات الكيميائية
  - الكيمياء الفيزيائية للأغذية- وتُعنى بدراسة التفاعلات الفيزيائية والكيميائية في الغذاء، من حيث المبادئ الفيزيائية والكيميائية المطبقة على الأنظمة الغذائية، بالإضافة إلى تطبيق التكنولوجيا الكيميائية الفيزيائية والأدوات اللازمة لدراسة الأغذية وتحليلها
- الهندسة الغذائية - وتُعنى بالعمليات الصناعية المستخدمة في تصنيع الأغذية
- علم الأحياء الدقيقة الغذائي - ويُعني بالتفاعلات الإيجابية والسلبية بين الكائنات الدقيقة والأغذية
- تعبئة وتغليف المواد الغذائية - وتُعنى بدراسة كيفية استخدام التغليف لحفظ الغذاء بعد معالجته ولاحتوائه أثناء التوزيع
- حفظ الأغذية - ويُعني بأسباب تراجع الجودة ومنع حدوث ذلك
- سلامة الغذاء - وتُعنى بأسباب التسمم الغذائي وطرق انتقاله والوقاية منه
- تكنولوجيا الغذاء - وتُعنى بالجوانب التكنولوجية
- فن حسن الأكل الجزيئي - ويُعني بالبحث العلمي للعمليات التي تحدث أثناء الطهي وظواهر فن حسن الأكل من الجانب الاجتماعي والفني
- هندسة الإنتاج - وتُعنى بإبداع منتجات غذائية جديدة
- التحليل الحسي - ويُعني بدراسة كيفية إدراك الغذاء بواسطة حواس المستهلك

## حسب الدولة

### الولايات المتحدة
في الولايات المتحدة، تتم دراسة علم الغذاء في جامعات لاند جرانت.
ويعد معهد خبراء تكنولوجيا الغذاء] (IFT) ومقره شيكاغو بإلينوي هو المنظمة الأمريكية الأساسية التي تُعنَى بتكنولوجيا الغذاء، وهو أيضًا المنظمة الأمريكية العضو في الاتحاد الدولي لعلم وتكنولوجيا الأغذية (IUFoST).

## الإصدارات
لقد تم تأليف كتب شهيرة حول بعض جوانب علم الغذاء أو فن الطهي بواسطة هارولد ماكجي وهوارد هيلمان وآخرين.
ومن الدوريات البارزة في مجال علم الغذاء:
- تكنولوجيا الأغذية والمعالجة الحيوية (Food and Bioprocess Technology)
- علم وتكنولوجيا الأغذية - (LWT)

## وصلات خارجية
- Canadian Institute of Food Science and Technology - Canada
- Food Science Australia
- Institute of Food Technologists - الولايات المتحدة
- Institute of Food Science and Technology - المملكة المتحدة
- International Union of Food Science and Technology and its regional chapters